# Niefang
Niefang es una localidad ubicada al sudeste de Río Muni, Guinea Ecuatorial, con una población de 37 273 habitantes (censo de 2011), en la provincia Centro Sur. La ciudad era conocida anteriormente como Sevilla de Niefang. Está situada a 70 km de Bata, y se encuentra atravesada por el río Benito. Debe su importancia al hecho de situarse en el cruce de los principales ejes viales de la región continental del país. 
Es la segunda ciudad más importante de la provincia de Centro Sur. La patrona de esta ciudad es María Reina de Niefán y se celebra dicha fiesta el 22 de agosto de cada año. El patriarca de esta pequeña ciudad es Nze Bokung por ser el fundador de dicha aldea antes de ser convertida en ciudad por colonos españoles.